# 哈勒赫

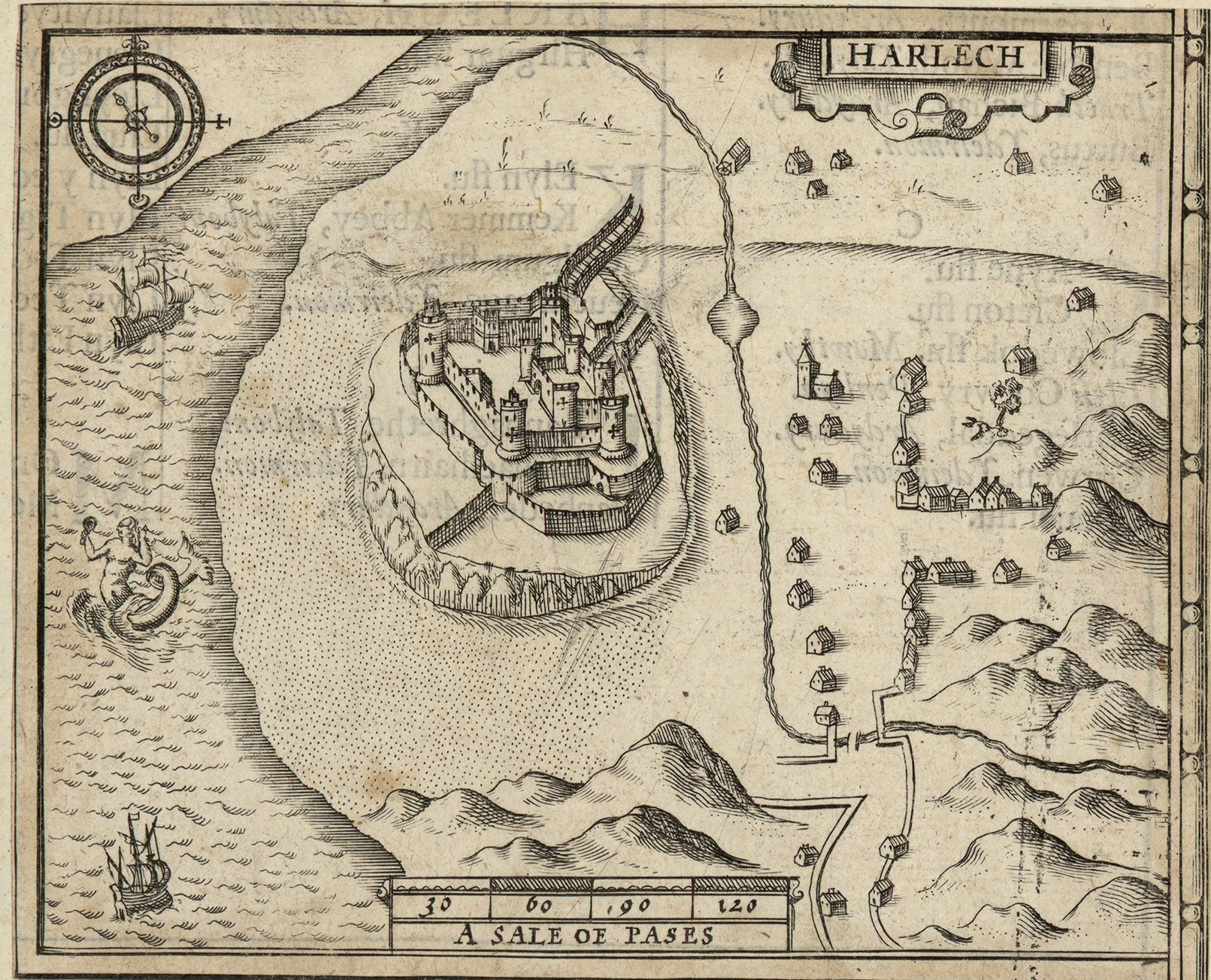
18世紀時期的哈勒赫地圖

夏力（威爾斯語發音：[ˈharlɛx] ⓘ）是威爾斯北威爾斯梅里奧尼斯的一個城鎮和海濱度假地。哈勒赫臨特里馬德格灣，地處史諾多尼亞國家公園之內。哈勒赫有人口1,447人，其中51%使用威爾斯語。哈勒赫在1996年成為格溫內斯下轄的一個自治體。在1974年至1996年期間，哈勒赫屬梅里奧尼斯區管轄。1974年之前，哈勒赫屬梅里奧尼斯郡。
哈勒赫以其的地標建築哈勒赫城堡而聞名。哈勒赫城堡由愛德華一世始建於1283年，後被歐文·格林杜爾佔領，之後又成為亨利·都鐸的根據地。哈勒赫城堡在修建時地處海濱，但由於地質變化改變了海岸線的地貌，現在的城堡位於一個懸崖上，距大海約有約有800米（半英里）。自從開始發展以來，哈勒赫分為住宅區的低城以購物街、教堂、城堡為主的高城兩個地區。兩個地區由一條被稱為Twtil的陡峭蜿蜒的道路相連。
2007年，在哈勒赫海灘發現了二戰時期的戰鬥機。這架洛克希德P-38閃電式戰鬥機被形容為是「近期最重要的關於二戰的發現之一」。國際歷史空軍再現集團（TIGHAR）並未洩漏這架美國軍機的具體位置，不過希望最終能打撈這架飛機殘骸。

## 地名起源
「哈勒赫」（Harlech）這一地名的明確起源目前不得而知。一些較老的資料認為Harlech系派生自「Arddlech」一詞（ardd（高的）+ llech（岩石），指的是城堡所在的突出的懸崖。最近的資料則傾向一個更簡單的解釋，認為Harlech取自於威爾斯語中的兩個詞語hardd和 llech。
在19世紀時，仍有一些文書使用「哈德萊克」（Harddlech）和「哈德萊克城堡」（Harddlech Castle）這種拼寫。這一名稱也被用在19世紀中期馬比諾吉昂的翻譯文本當中。

## 政府
哈勒赫有一同名選區。這一選區還包括了塔桑墨。據2011年人口普查，這一選區共有人口1,997人。

## 交通
哈勒赫車站由坎布里亞海岸線運營。哈勒赫城堡北端的Ffordd Pen Llech路是英國最陡峭的公共道路。

## 教育
Ysgol Ardudwy中學是當地郡立的為11至16歲人口設立的中學。哈勒赫還有威爾斯唯一的一所承認長期寄宿學校哈勒赫學院。

## 休閒
哈勒赫劇院（舊稱Theatr Ardudwy）位於哈勒赫學院的校區之內，全年進行多種戲劇、音樂和電影演出。當地其他的旅遊景點還包括沙灘以及皇家聖戴維斯高爾夫俱樂部。皇家聖戴維斯高爾夫俱樂部是英國頂級的高爾夫球場，舉辦了2009年英國業餘女子高爾夫錦標賽。

## 在傳統和流行文化之中
- 哈勒赫出現在馬比諾吉昂的第二支章之中[12]。
- 歌曲哈勒赫的男人（英语：Men of Harlech）和哈勒赫有關，描述的是1461年至1468年的七年期間哈勒赫城堡被圍困的歷史[13]。
- 瑪麗·史崔根2009年小說The Earth Hums in B Flat以1950年代的哈勒赫為舞台[14]。

## 畫廊

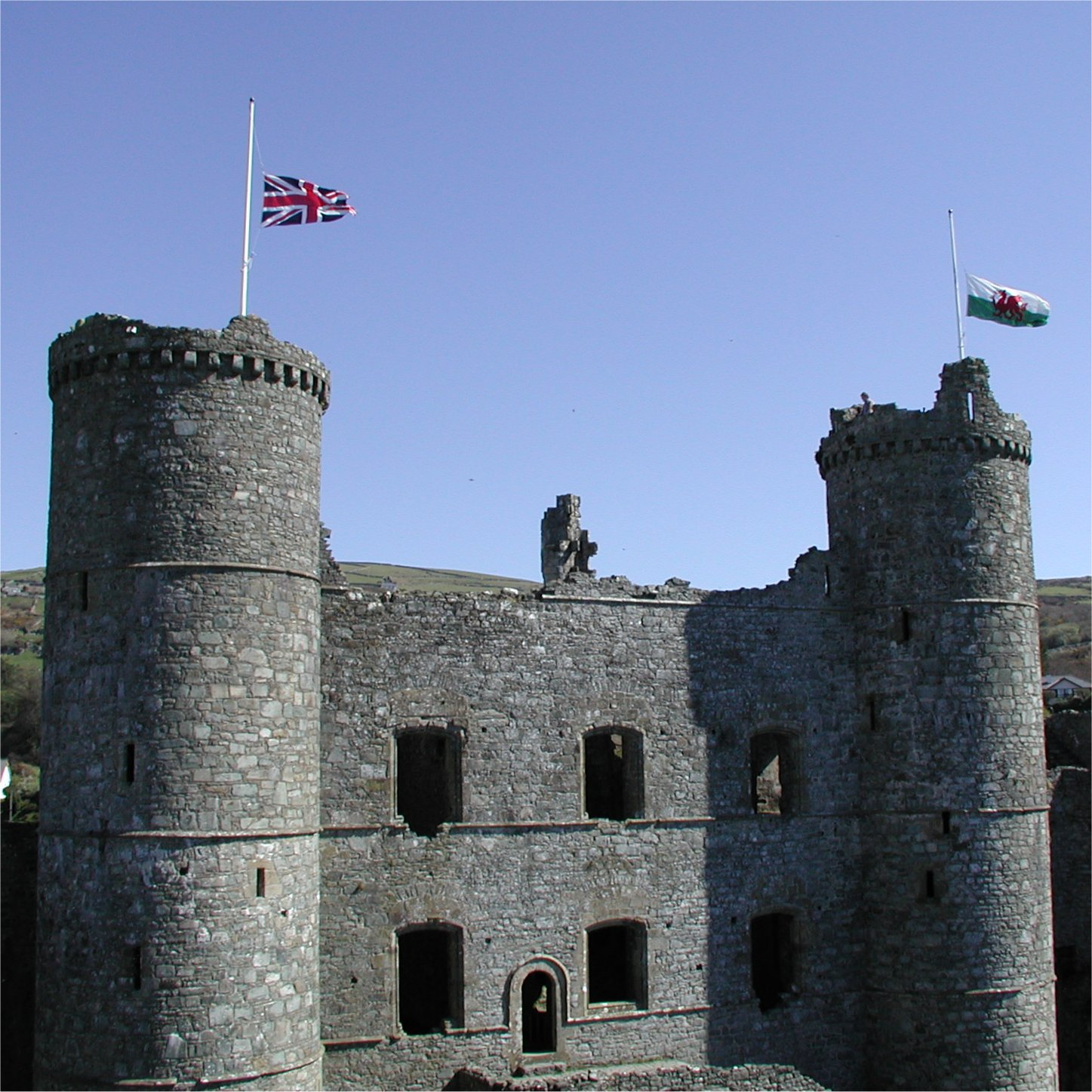
哈萊克城堡
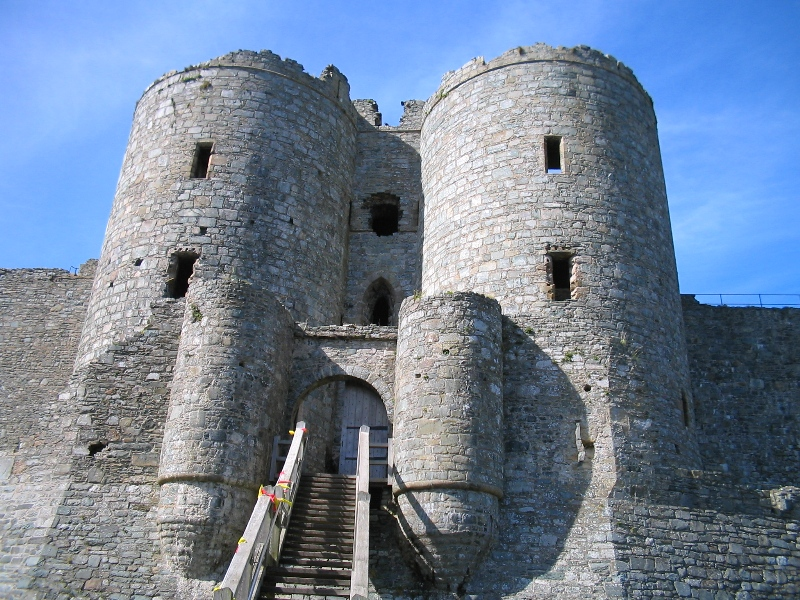
哈利克城堡正門
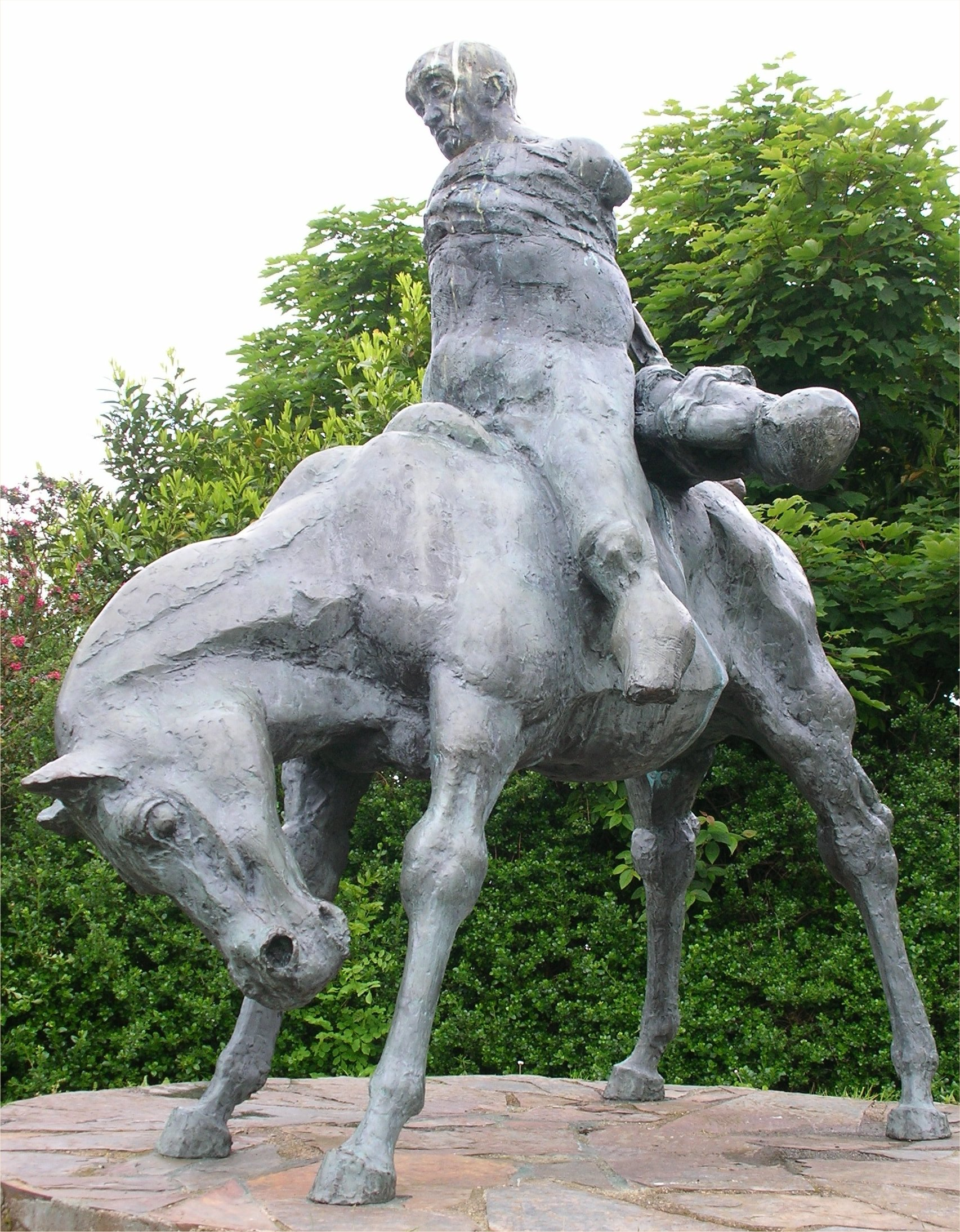
哈勒赫城堡附近的兩國王雕像
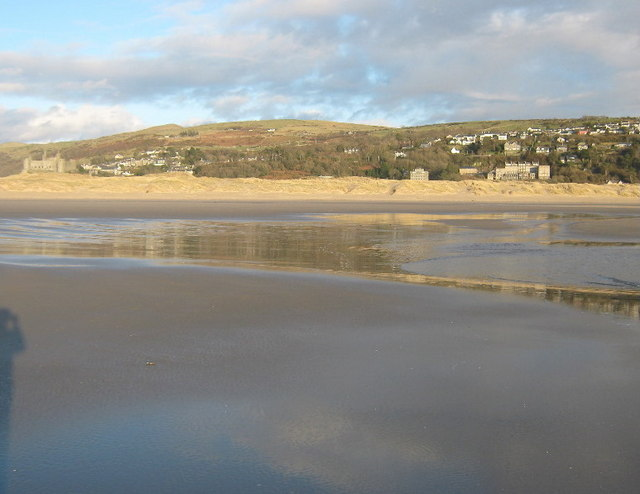
哈勒赫海灘
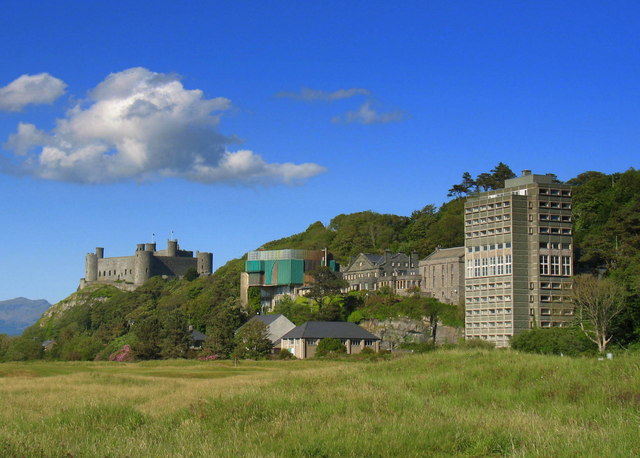
哈勒赫學院和哈勒赫城堡

## 外部連結
- Harlech Tourism Association
- Coleg Harlech
- Theatr Harlech（页面存档备份，存于）
- Royal Saint David's Golf Club（页面存档备份，存于）
- Aerial photograph of Harlech （页面存档备份，存于）
- geograph.co.uk（页面存档备份，存于） - photos of Harlech and surrounding area